# Burg Hochburg
Die Burg Hochburg ist eine abgegangene spätmittelalterliche Höhenburg auf dem Weinberg etwa 400 Meter nordöstlich der Ortskirche von Schliersee (Hans-Miederer-Straße) im Landkreis Miesbach in Bayern. Die Anlage wird als Bodendenkmal unter der Aktennummer D-1-8237-0007 im Bayernatlas als „Burgstall des späten Mittelalters ("Hochburg")“ geführt. 
Der Burgstall aus der Mitte des 12. Jahrhunderts erwähnten Burg, die durch die Herren von Waldeck errichtet wurde, ist durch das Karl-Haider-Denkmal überbaut.